# كيس مقاوم للكهربائية الساكنة
الكيس المقاوم للكهربائية الساكنة وهو كيس يستخدم لشحن العناصر أو الأجهزة (عادة الالكترونية)، التي هي عرضة للضرر الناجم عن التفريغ الكهربائي.

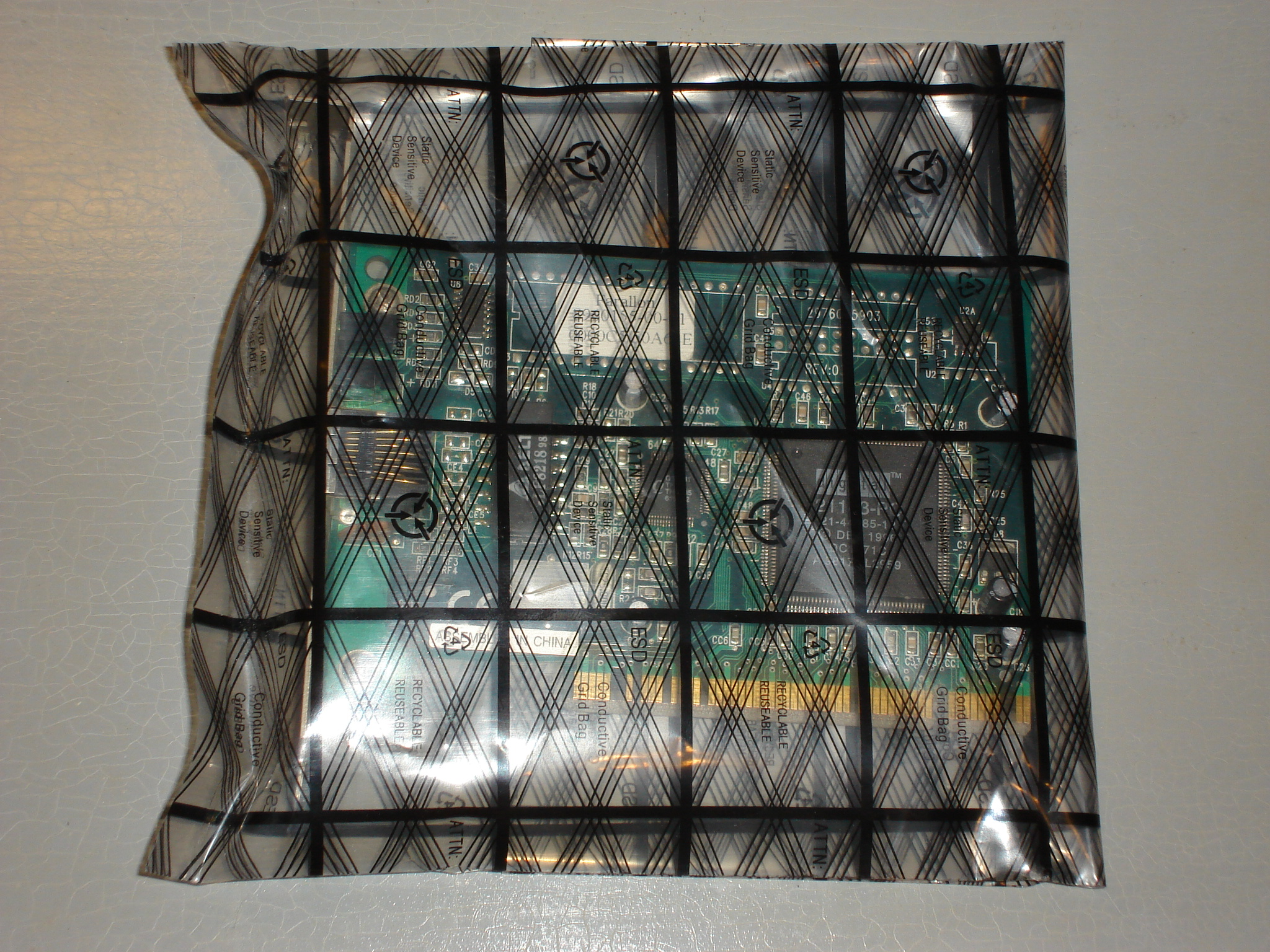
كرت الشبكة داخل كيس مقاوم للكهربائية الساكنة

وعادة ما تكون هذه الأكياس من اللدائن بلاستيكية وذات لون مميز (فضي للأغشية المعدنية ولدائن أخرى مماثلة، وردية أو سوداء للبولي ايثيلين). فإن البديل البولي اثيلين ويمكن أيضا أن تتخذ شكل رغوة أو الفقاعة، ويشكل إما كصفائح أو أكياس. نظرا للحاجة الماسة للحماية من الأضرار الميكانيكية، فضلا عن الأضرار الكهربائية، وكثيرا ما تستخدم طبقات من الحماية ؛ بسبب ذلك، قد تجد أنواع :
- ألجهاز المحمي معبئ داخل كيس معدني لمتعدد الاثيلين.
- معبأة داخل الكيس الوردي المتعدد (البولي) اثيلين ذو الفقاعات.
- معبأة داخل علبة مصنوعة من مادة البولي ايثلين الأسود مصطف مع المتعدد الرغوة الوردي.

لتكوين ألتأثير المقاوم للكهربائية الساكنة على حاله، ألاكياس الفضية أو السوداء تكون قليلا موصلة، لتشكيل قفص فاراداي حول الجهاز المخزون المطلوب حمايتها ومنع أي شحنات محلية على أودعت من الأجهزة المحمية. إذا كانت حقيبة (قفص فاراداي) ليست مغلقة أو مغلقة تمام، فأنها لا تقدم أي حماية. إذا كانت الاكياس الوردية أو خضراء اللون فأنها أكياس مصنوعة من مواد الشحن المنخفض، أي أن الحقيبة نفسها لن تكون شحنات ضارة، لكنها لن تحمي الجهاز من المجالات الكهربائية. ومن المهم أن لا تفتح الاكياس الا في الأماكن الخالية من الشحنات.

## الروابط الخارجية
- ما نوع الحقيبة التي ينبغي أن تستخدم؟ نسخة محفوظة 4 سبتمبر 2015 على موقع واي باك مشين.